# آب‌باد (مرودشت)
آب‌باد (مرودشت)، روستایی از توابع بخش کامفیروز شهرستان مرودشت در استان فارس ایران است.

## جمعیت
این روستا در دهستان خرم مکان قرار دارد و براساس سرشماری مرکز آمار ایران در سال ۱۳۸۵، جمعیت آن ۱٬۱۶۱ نفر (۲۲۶خانوار) بوده‌است.